# Radio Missione Francescana
Radio Missione Francescana è un'emittente radiofonica cattolica italiana che trasmette dal convento dei frati minori cappuccini di Varese.

## Diffusione
La diffusione in FM è locale. La copertura dell'emittente, grazie alle sei frequenze, riesce a coprire il territorio che va da Luino a Novara. 
Il 28 marzo 2014, in seguito ad una lunga battaglia legale con Radio MonteCarlo, viene imposto di annullare la frequenza principale (105.3), con un conseguente riflesso negativo in termini di ascolto; infatti per molto tempo l'emittente non è stata più udibile nella zona sud e a sud-ovest di Varese. Dopo oltre tre anni, a fine luglio 2017, la vicenda si risolve positivamente con l'acquisizione di una nuova frequenza (94.6) che consente nuovamente la diffusione del segnale in tutto il territorio varesino.
Queste le frequenze nel dettaglio:
- 94.6 da Varese fino a Busto Arsizio, parte sud della provincia
- 91.7 per la città di Varese e comuni limitrofi
- 88.5 in Valceresio
- 90 per la zona compresa tra Rancio Valcuvia – Laveno – Intra – Besozzo – Gavirate.
- 91.4 per la zona sud del Lago Maggiore – Laveno – Sesto Calende – Varese.
- 89.55 per la zona nord del Lago Maggiore – Laveno - Luino
Inoltre, è possibile ascoltare la radio in streaming. Infatti, attraverso internet, il segnale audio raggiunge tutto il mondo.

## Storia
Radio Missione Francescana viene fondata nel 1990 da Padre Gianni Terruzzi. In quanto radio comunitaria utilizza il volontariato come risorsa per la gestione dell'emittente e la produzione dei programmi, spesso coinvolgendo gli ascoltatori nel corso delle trasmissioni. A differenza di molte radio commerciali la programmazione è incentrata su rubriche parlate di carattere informativo, culturale, religioso, sportivo e di intrattenimento, con particolare attenzione alle varie tematiche sociali. Un notiziario locale si occupa di quanto accade nella provincia di Varese e va in onda in quattro fasce orarie quotidiane. Non mancano durante la programmazione giornaliera gli spazi dedicati alla musica, con una selezione che spazia dai grandi classici del passato sino ai brani del momento, sia italiani che internazionali.
Tra le trasmissioni più significative che si sono avvicendate negli anni figura quella tenuta dal giornalista Silvano De Prospo (Individuo e società), autore del libro-inchiesta Chi manovrava le Brigate rosse? (Ponte alle Grazie) pubblicato nel 2011 con il giudice Rosario Priore quale frutto di una serie di trasmissioni radiofoniche tenute su questa emittente. Ospite delle sue trasmissioni molti nomi famosi come Marco Travaglio, Paolo Cucchiarelli, Gianluigi Nuzzi, Giampaolo Pansa, Corrado Augias.
La trasmissione Luce nella notte, in onda il sabato sera e curata da Federico Quaglini, voce storica di Radio Maria, approfondisce tematiche di ordine sociale (tossicodipendenza, prostituzione...) ed, in particolare, quelle legate alla realtà carceraria italiana con interventi di esperti del settore. In questa occasione l'emittente cessa di avere una diffusione locale per arrivare a coprire tutta l'Italia attraverso il segnale delle tante emittenti che si collegano al circuito circuito radiofonico cattolico InBlu a cui aderisce.
Tra i programmi di approfondimento e culturali, attualmente in onda, sono da segnalare L'Ospite in studio introdotto da Miria Grossi, RMF Medicina presentato da Luigi Rusconi (con la presenza in studio di esperti), Camminare per conoscere con gli itinerari di Sergio Rossi e Otium Poetry condotto da Marcello Castellano.
Molto curata anche la parte musicale, grazie a programmi come Good Vibrations di Chiara Ambrosioni (dedicato alle biografie degli artisti), All that jazz di Marco Valugani (con musicisti dal vivo in studio) e Noi, voi e la musica di Enrico e Marcello (quest'ultima viene trasmessa sin dalla metà degli anni 90).
Dal 2012 in onda ogni domenica sera anche Paolo Russo con Radio Party, che con il passare degli anni ha ottenuto molti consensi, in particolar modo sui social network.